# Gierwiały
Gierwiały (lit. Gervelės) – wieś na Litwie, w okręgu uciańskim, w rejonie ignalińskim, w starostwie Nowe Daugieliszki.
Nazwa dawniej używana to Gierwiaty.

## Historia
W czasach zaborów zaścianek leżał w granicach Imperium Rosyjskiego.
W dwudziestoleciu międzywojennym wieś leżała w Polsce, w województwie nowogródzkim (od 1926 w województwie wileńskim), w powiecie brasławskim, w gminie Rymszany.
Według Powszechnego Spisu Ludności z 1921 roku zamieszkiwało tu 146 osób, wszystkie były wyznania rzymskokatolickiego. Jednocześnie 141 mieszkańców zadeklarowało polską przynależność narodową a 5 litewską. Były tu 34 budynki mieszkalne. W 1931 w 32 domach zamieszkiwało 155 osób.
Wierni należeli do parafii rzymskokatolickiej w Rymszanach. Miejscowość podlegała pod Sąd Grodzki w m. Turmont i Okręgowy w Wilnie; właściwy urząd pocztowy mieścił się w Rymszanach.